# Tuja (18. dynasti)
Tuja (der også ses translittereret som Thuya eller Thuyu) var en højtstående egyptisk overklassekvinde i Det gamle Egypten. Hun var mor til dronning Teje, der var gift med farao Amenhotep III og er dermed mormor til Akhenaton og oldemor til Tutankhamon.

## Biografi
Tuja menes at nedstamme fra dronning Ahmose-Nefertari, og hun var indehaver af mange officielle hverv i sammenblandingen af religion og regeringsstyre i oldtidens Egypten. Hun var deltager i mange religiøse kulter, og blandt hendes titler var  "Hathors sanger" og Leder af de optrædende for både Amon og Min. Hun havde også det indflydelsesrige embede som Øverste haremsvogter for både guden Min fra Akhmin og for Amon fra Theben. Hun blev gift med Juja, en magtfuld hofembedsmand ved det attende dynastis hof.

## Børn
Juja og Tuja havde en datter ved navn Teje, som blev gift med og Store Kongelige Gemalinde for farao Amenhotep III. Den store kongelige gemalinde var den højeste religiøse stilling i den egyptiske religion og tjente ved siden af farao under officielle ceremonier og ritualer.  
Juja og Tuja havde også en søn ved navn Anen, som oppebar titler som Leder af Nedre Egypten, Amons anden profet og Guddommelig Fader.
De kan også have været forældre til Ay, en egyptisk hofembedsmand, som var aktiv under Akhenatons regeringstid, og som muligvis blev farao som Kheperkheprure Ay, men der er ikke afgørende bevis for slægtskabet mellem Juja og Ay, omend det er sikkert, at begge kom fra Akhmim.

## Grav
Tuja blev begravet sammen med sin mand i Kongernes dal, i KV46, hvor deres næsten uberørte grav blev opdaget i 1905. Det var den bedst bevarede grav, som var opdaget, indtil  hendes oldebarn Tutankhamons grav blev fundet.